# رومن گانتسارچیک
رومن گانتسارچیک (لهستانی: Roman Gancarczyk؛ زادهٔ ۱۷ مارس ۱۹۶۴) بازیگر اهل لهستان است.
از فیلم‌ها یا مجموعه‌های تلویزیونی که وی در آن‌ها نقش داشته‌است، می‌توان به مادام کاملیا، کارول: مردی که پاپ شد، پیت‌بول، در خوشی و سختی، دوران افتخار، دهن‌به‌دهن، پدر متیو، پزشکان، قانون حقیقی، سیل، قیافه، بدن، اداره ترافیک، ۳۳ صحنه از زندگی و مرگ همچون یک تکه نان اشاره نمود.